# Ichneumon unicolor
Ichneumon unicolor là một loài tò vò trong họ Ichneumonidae.